# Jerry Moran
Gerald W. Moran, detto Jerry (Great Bend, 29 maggio 1954), è un politico e avvocato statunitense, senatore per lo stato del Kansas dal 2011 e in precedenza membro della Camera dei Rappresentanti per lo stesso stato dal 1997 al 2011.

## Biografia
Nato e cresciuto in Kansas, Moran lavorò nell'ufficio del deputato Keith Sebelius e successivamente si laureò in legge. Dopo aver esercitato la professione di avvocato per alcuni anni, Moran entrò in politica con il Partito Repubblicano e venne eletto all'interno della legislatura statale del Kansas nel 1989.
Moran vi rimase fino al 1997, anno in cui approdò alla Camera dei Rappresentanti. Qui venne rieletto per altri sei mandati, finché nel 2010 si candidò al Senato per il seggio lasciato dal compagno di partito Sam Brownback. Moran riuscì a farsi eleggere con una maggioranza netta e divenne così senatore.
Jerry Moran è un conservatore ed è padre di due figlie.